# Mərzili
Mərzili (eingedeutscht Märsili) ist ein Dorf im Rayon Ağdam von Aserbaidschan.

## Geschichte
Das Dorf trägt den Namen eines türkischen Stammes, der sich im späten Mittelalter auf diesem Gebiet niederließ. Während der Herrschaft des Russischen Kaiserreiches im Südkaukasus (1813–1917) war die Ortschaft Teil des Ujezds Şuşa, der wiederum zum Gouvernement Elisawetpol (heute Gəncə) gehörte. Dem „Kaukasischen Kalender“ aus dem Jahr 1912 zufolge hatte das Dorf 1625 Einwohner, die überwiegende Mehrheit davon Aserbaidschaner.
Im Zuge des ersten Karabachkrieges wurde ein Großteil des Rayons Ağdam (darunter Mərzili) im Juli 1993 von armenischen Truppen militärisch besetzt und seine Bewohner vertrieben.
Gemäß dem trilateralen Abkommen zwischen Armenien, Aserbaidschan und Russland vom 10. November 2020, welches das Ende des Zweiten Bergkarabachkrieges markierte, erfolgte am 25. November 2020 die Rückgabe des Rayons Ağdam (und damit auch von Mərzili) an Aserbaidschan. Vom Dorf selbst sind heutzutage nur noch Ruinen übrig.

## Persönlichkeiten
- Xudu Məmmədov  –  aserbaidschanischer Gelehrter und einer der ideologischen Wegbereiter der aserbaidschanischen Unabhängigkeitsbewegung gegen die Sowjetunion Ende der 1980er Jahre

- Mikayıl Gözəlov  –  Bürgermeister der Stadt Şuşa (1991)